# Episodi di Brothers & Sisters - Segreti di famiglia (terza stagione)
La terza stagione di Brothers & Sisters - Segreti di famiglia è stata trasmessa negli Stati Uniti dal 28 settembre 2008 sul network ABC. In Italia è stata iniziata a trasmettere a partire dal 26 novembre 2008 sul canale Sky Fox Life. In chiaro, la prima parte (ep. 1-9) è andata in onda su Rai 2 dal 9 dicembre 2009 alle 22:30. La seconda parte (ep. 10-24) viene trasmessa dal 17 giugno al 2 settembre 2010.
| nº | Titolo originale               | Titolo italiano             | Prima TV USA      | Prima TV Italia  |
| -- | ------------------------------ | --------------------------- | ----------------- | ---------------- |
| 1  | Glass Houses                   | Casa di vetro               | 28 settembre 2008 | 26 novembre 2008 |
| 2  | Book Burning                   | Un libro da bruciare        | 5 ottobre 2008    | 3 dicembre 2008  |
| 3  | Tug of War                     | Tiro alla fune              | 12 ottobre 2008   | 10 dicembre 2008 |
| 4  | Everything Must Go             | Il mercatino dei ricordi    | 19 ottobre 2008   | 17 dicembre 2008 |
| 5  | You Get What You Need          | Il grande salto             | 26 ottobre 2008   | 7 gennaio 2009   |
| 6  | Bakersfield                    | Bakersfield                 | 2 novembre 2008   | 14 gennaio 2009  |
| 7  | Do You Believe In Magic?       | Magia e verità              | 9 novembre 2008   | 21 gennaio 2009  |
| 8  | Going Once...Going Twice       | Limiti e confini            | 16 novembre 2008  | 28 gennaio 2009  |
| 9  | Unfinished Business            | Questioni in sospeso        | 30 novembre 2008  | 4 febbraio 2009  |
| 10 | Just A Sliver                  | Solo un pezzetto            | 7 dicembre 2008   | 11 febbraio 2009 |
| 11 | A Father Dreams                | I sogni di un padre         | 4 gennaio 2009    | 18 febbraio 2009 |
| 12 | Sibling Rivalry                | Scommettere su sé stessi    | 11 gennaio 2009   | 25 febbraio 2009 |
| 13 | It's Not Easy Being Green      | Non è facile essere verdi   | 18 gennaio 2009   | 4 marzo 2009     |
| 14 | Owning It                      | I confini del possesso      | 8 febbraio 2009   | 15 aprile 2009   |
| 15 | Lost And Found                 | Smarriti e trovati          | 15 febbraio 2009  | 22 aprile 2009   |
| 16 | Troubled Waters (Part 1 e 2)   | Acque agitate (1 e 2 parte) | 1º marzo 2009     | 29 aprile 2009   |
| 17 | Troubled Waters (Part 1 e 2)   | Acque agitate (1 e 2 parte) | 1º marzo 2009     | 6 maggio 2009    |
| 18 | Taking Sides                   | Schieramenti opposti        | 8 marzo 2009      | 13 maggio 2009   |
| 19 | Spring Broken                  | Piccole, grandi fughe       | 15 marzo 2009     | 20 maggio 2009   |
| 20 | Missing                        | Scomparso                   | 22 marzo 2009     | 27 maggio 2009   |
| 21 | S3X                            | Fremiti di primavera        | 19 aprile 2009    | 3 giugno 2009    |
| 22 | Julia                          | Scelte difficili            | 26 aprile 2009    | 10 giugno 2009   |
| 23 | Let's Call The Whole Thing Off | Lasciamo perdere            | 3 maggio 2009     | 17 giugno 2009   |
| 24 | Mexico                         | Messico                     | 10 maggio 2009    | 24 giugno 2009   |

## Casa di vetro
- Titolo originale: Glass Houses
- Diretto da: Tucker Gates
- Scritto da: Molly Newman e David Marshall Grant

### Trama
Kevin riceve come premio le chiavi della villa del suo capo e vorrebbe trascorrere un weekend romantico con Scotty, ma l'intera famiglia si intrometterà accidentalmente. Nel frattempo, Kevin e Sarah continuano a indagare su Ryan, contro la volontà di Nora. Tommy prevede di licenziare Kevin come avvocato della società, nonostante il forte disaccordo di Sarah. Paige e Cooper ricattano Justin, in cambio di piccoli favori, perché hanno scoperto di lui e Rebecca. Kitty è arrabbiata con Sarah perché scopre che la sua lettera di raccomandazione è stata scritta da Nora. Come nuovo amministratore delegato nominato, Holly sta dando a Sarah filo da torcere.

## Un libro da bruciare
- Titolo originale: Book Burning
- Diretto da: Laura Innes
- Scritto da: Sherri Cooper e Jennifer Levin

### Trama
Kitty cerca di nascondere alla sua famiglia e a Robert un libro che ha scritto durante la campagna, il cui contenuto è stato ritenuto dai membri della famiglia, e da Nora in particolare, estremamente offensivo. La tensione culmina durante una cena, quando Kitty e Robert annunciano di essersi rivolti ad un'agenzia di adozioni. Nel frattempo, Justin e Rebecca sono a disagio l'uno con l'altra quando si tratta di fare sesso. Holly decide di dare Rebecca i due milioni di dollari dal suo fondo fiduciario, ma la ragazza sospetta che lei abbia secondi fini. Kitty e Nora converseranno a cuore aperto. Holly fa una piccola indagine per conto suo su Ryan.

## Tiro alla fune
- Titolo originale: Tug of War
- Diretto da: Gloria Muzio
- Scritto da: Josh Reims e Liz Tigelaar

### Trama
Kevin è costretto a prendere una decisione professionale che va contro le sue convinzioni e potrebbe rischiare di estraniare Scotty. Tempi difficili alla Ojai Foods obbligano sia Tommy e Holly che Sarah e Saul a prendere decisioni drastiche. Justin non se la sente di parlare con Rebecca delle sue esperienze di guerra.

## Il mercatino dei ricordi
- Titolo originale: Everything Must Go
- Diretto da: Michael Schultz
- Scritto da: Nancy Won e Michael Foley

### Trama
Nora organizza un mercatino per raccogliere i soldi di cui ha bisogno per iniziare la sua carità. Justin crede che la vera ragione della vendita sia il volersi sbarazzare di tutto ciò che apparteneva a William. Julia spinge Sarah e Tommy a riconciliarsi. Robert sta dando a Kitty del filo da torcere riguardo alla sua decisione di ritirarsi. Holly indaga il passato di Ryan Lafferty. Robert ha una proposta insolita per Kevin. Holly e Rebecca cercano di ricostruire il loro rapporto.

## Il grande salto
- Titolo originale: You Get What You Need
- Diretto da: Chad Lowe
- Scritto da: David Marshall Grant e Cliff Olin

### Trama
Quando i genitori di Scotty arrivano in città, Kevin ha difficoltà a includerli nel suo programma e perciò discute con Scotty. Sarah viene a sapere che trovare un lavoro, che le permetta anche di destreggiarsi nell'allevare i figli, è più difficile di quanto pensasse. Nora lavora duramente per far partire il suo progetto di beneficenza. Una piega inaspettata al lavoro porta Kevin ad accettare l'offerta di Robert, con grande stupore di Robert e Kitty. Tommy e Saul sistemano le cose. Justin e Rebecca imbrogliano Nora e Holly nell'avere una discussione su Ryan.

## Bakersfield
- Titolo originale: Bakersfield
- Diretto da: Gloria Muzio
- Scritto da: Molly Newman e Peter Calloway

### Trama
Nora e Kitty vanno a Bakersfield, dove si incontrano con George Lafferty, ma le cose non vanno come previsto. Sarah riceve una proposta di business redditizio. Rebecca vuole festeggiare la sobrietà di Justin, ma provoca accidentalmente una scazzottata tra Kevin e Tommy. Kitty e Robert vengono a sapere dall'agenzia di adozione di essere stati scelti come coppia adottante.

## Magia e verità
- Titolo originale: Do You Believe In Magic?
- Diretto da: Michael Morris
- Scritto da: Sherri Cooper-Landsman e Jennifer Levin

### Trama
George Lafferty appare alla festa di anniversario di Tommy e Julia, creando un pasticcio tra la famiglia. Kitty e Robert incontrano Trish, la madre naturale, ma Kitty inavvertitamente peggiora le cose. Kevin ha alcune informazioni dannose su Robert e inizia a interrogarlo. Justin dice a Rebecca che la ama, ma lei ha problemi a dirglielo indietro.

## Limiti e confini
- Titolo originale: Going Once...Going Twice
- Diretto da: Karen Gaviola
- Scritto da: Brian Studler e Beth Schwartz

### Trama
Quando Scotty viene promosso a capo chef e Kevin vede che il suo stipendio è notevolmente diminuito, cerca di compensare la cosa con l'acquisto di una casa, che Nora aveva inizialmente scelto per la sua carità, da regalare a Scotty. Sarah cerca di rallegrare Kitty per tenerla occupata. Justin conosce una persona agli incontri dei narcotici anonimi e cerca di combinare un appuntamento tra lui e Saul, portandolo alla cena organizzata in onore di Scotty.

## Questioni in sospeso
- Titolo originale: Unfinished Business
- Diretto da: Michael Morris
- Scritto da:Jason Wilborn e Nancy Won

### Trama
Nora imbroglia Kevin, Scotty, Justin e Saul per aiutarla a ricostruire la casa per la sua carità. Kitty riceve una telefonata da Trish, ma viene alle mani con Robert quando si rendono conto di avere idee diverse su come mettere al mondo un bambino. Sarah incontra una vecchia scappatella, che quasi le costa il lavoro. Holly ingaggia Rebecca a tempo pieno senza consultare Tommy.

## Solo un pezzetto
- Titolo originale: Just A Sliver
- Diretto da: Michael Schultz
- Scritto da: Molly Newman e David Marshall Grant

### Trama
I fratelli Walker, ad eccezione di Sarah, decidono di passare il Ringraziamento lontano da casa, ma i loro piani sono rovinati quando Elizabeth ha bisogno di un trapianto di fegato. Con il supporto morale di Scotty e Rebecca, rispettivamente, Kevin e Justin fanno il test per la paternità. Nel frattempo, Saul dà a Nora un supporto tanto necessario.

## I sogni di un padre
- Titolo originale: A Father Dreams
- Diretto da: Tom Amandes
- Scritto da: Jennifer Levin e Michael Foley

### Trama
Scotty e Nora si contendono le cure di Kevin, costretto a letto durante la convalescenza. Justin si interroga sul suo futuro, dopo essere stato dipinto come un perdente nella classe di Cooper. Kitty sostituisce momentaneamente Kevin come direttore della comunicazione di Robert. Saul assume una vecchia fiamma dei tempi del liceo di Nora, per aiutarla nei lavori di ristrutturazione. Tommy discute con Kevin, in quanto gli è difficile accettare che Kevin sia il padre biologico di Elizabeth. Kevin e Scotty hanno una conversazione circa il loro futuro.

## Scommettere su sé stessi
- Titolo originale: Sibling Rivalry
- Diretto da: Jeff Melman
- Scritto da: Liz Tigelaar e Josh Reims

### Trama
Kitty sta promuovendo il suo libro, ma la famiglia e Robert sono troppo impegnati per mostrarle sostegno. Sarah è in una difficoltà finanziaria che potrebbe costare il lancio di Greenatopia. Kevin è combattuto nel dover mantenere i segreti di Robert a Kitty. Nora e Roger finalmente trovano un terreno comune. Quando Saul nega il suo aiuto a Tommy per sbarazzarsi di Holly, Tommy coinvolge Rebecca con l'inganno.

## Non è facile essere verdi
- Titolo originale: It's Not Easy Being Green
- Diretto da: Laura Innes
- Scritto da: Peter Calloway e Sherri Cooper

### Trama
Sarah teme che l'imminente pubertà di Paige si manifesti durante la festa per il lancio di Greenatopia. Justin diventa lo sponsor di una ragazza attraente. Kevin e Robert vanno a caccia. Al party di Greenatopia, Ethan ha una rivelazione scioccante per Sarah, mentre Nora e Rebecca rischiano di cadere in tentazione.

## I confini del possesso
- Titolo originale: Owning It
- Diretto da: Bethany Rooney
- Scritto da: Cliff Olin e David Marshall Grant

### Trama
A Kitty viene offerto un lavoro che desiderava da molto tempo, ma ha dubbi sul fatto che possa destreggiarsi fra carriera e maternità. Nora scopre che Roger è sposato, ma le cose non sono proprio come sembrano. Saul porta il suo fidanzato, Henry, alla festa per il bambino di Kitty organizzata da Nora e Sarah. Rebecca inizia a sospettare dell'onestà di Tommy riguardo al nuovo affare e, per questo motivo, discute con Justin. Holly e Nora hanno una conversazione interessante. Robert rivela finalmente a Kitty della sua corsa per la carica di governatore. Rebecca confida in David. Nora riceve una telefonata scioccante.

## Smarriti e trovati
- Titolo originale: Lost and Found
- Diretto da: David Paymer
- Scritto da: Michael Foley e Jennifer Levin

### Trama
Kitty scopre che qualcuno ha annullato la sua intervista con il Times Magazine. Nora invita Ryan casa sua. Holly scopre i piani di Tommy e la sua partecipazione nell'azienda.

## Acque agitate (1)
- Titolo originale: Troubled Waters, Part One
- Diretto da: Ken Olin
- Scritto da: Monica Owusu-Breen e Sherri Cooper-Landsman

### Trama
Prima parte di due. La famiglia Walker sperimenta l'emozione di una nuova vita che nasce e la disperazione e il terrore della perdita, quando uno di loro ha una crisi pericolosa per la vita. Quando Trish entra in travaglio due settimane in anticipo, Kitty e Nora le tengono compagnia nella stanza d'ospedale mentre partorisce il bambino. Robert è colpito da un attacco di cuore sulla strada verso l'ospedale, mettendo la sua vita in bilico nel giorno in cui suo figlio, Evan, è nato. 

## Acque agitate (2)
- Titolo originale: "Troubled Waters, Part Two"
- Diretto da: Ken Olin
- Scritto da: David Marshall Grant e Molly Newman

### Trama
Dopo l'infarto di Robert, i medici si precipitano per salvargli la vita e i Walker si aggrappano alla speranza che lui sopravviva. Justin tenta di ottenere il sostegno di Rebecca e di calmare il resto della sua famiglia; Rebecca inizia a chiedersi se dovrebbe raccontare alla madre ciò che ha visto sul computer di Tommy. Holly scopre che Tommy sta cercando di escluderla dalla società e prevede di affrontarlo. L'operazione di Robert va a buon fine e, finalmente, riesce ad abbracciare il suo bambino; Kitty e Robert decidono di chiamarlo Evan.

## Schieramenti opposti
- Titolo originale: Taking Sides
- Diretto da: Michael Morris
- Scritto da: Michael Foley e Beth Schwartz

### Trama
Dopo il suo recupero fisico, Robert continua la sua corsa per diventare governatore, nonostante l'entusiasmo per la rinnovata paternità. Saul e Sarah lavorano per nascondere a Nora i problemi legali di Tommy. Ryan cerca di avvicinarsi il più possibile a qualsiasi Walker che si mostri cordiale nei suoi confronti.

## Piccole, grandi fughe
- Titolo originale: "Spring Broken"
- Diretto da: Richard Coad
- Scritto da: Sherri Cooper-Landsman e Brian Studler

### Trama
Kevin e Justin portano Tommy in gita per aiutarlo a prendere decisioni sul suo futuro. Kitty e Evan vanno da Nora per incontrare il nuovo fratellastro.

## Scomparso
- Titolo originale: Missing
- Diretto da: Michael Schultz
- Scritto da: Jason Wilborn e Nancy Won

### Trama
Nel disperato tentativo di mettersi in contatto con Tommy prima che i suoi problemi legali peggiorino, Nora è costretta a chiedere l'aiuto di una persona che l'ha fatta soffrire profondamente. Nel frattempo, Ryan Lafferty si avvicina un po' troppo a Rebecca, suscitando l'antipatia di Justin.

## Fremiti di primavera
- Titolo originale: S3X
- Diretto da: Laura Innes
- Scritto da: Cliff Olin e David Marshall Grant

### Trama
I Walker continuano a sperare nel ritorno di Tommy, mentre Holly considera di far cadere le accuse. Sarah riottiene il suo incarico in azienda e incontra Cal, della contabilità, che l'aiuta a disfare i suoi pacchi. Anche nei momenti caldi, l'acutezza di Sarah per gli affari permane. Kitty si chiede se il suo matrimonio sopravviverà. Kevin e Scotty incontrano Chad per un drink e prendono in considerazione una proposta sorprendente. Durante una cena con Holly, Rebecca e Ryan, David non può fare a meno di notare il comportamento di Ryan verso la figlia.

## Scelte difficili
- Titolo originale: Julia
- Diretto da: Michael Morris
- Scritto da: Molly Newman e Michael Foley

### Trama
Stufa di attendere il ritorno di Tommy, Julia prende una decisione drastica. Robert scopre che Kitty si sta allontanando da lui, mentre Holly e Sarah trovano, finalmente, un equilibrio nel loro rapporto.

## Lasciamo perdere
- Titolo originale: Let's Call The Whole Thing Off
- Diretto da: Laura Innes
- Scritto da: Peter Calloway e Daniel Silk

### Trama
Quando Kitty e Robert raggiungono un bivio nel loro matrimonio, Kitty riflette sul passato del padre per decidere cosa è più importante nella vita. Nel frattempo, Ryan fa una scoperta sulla morte di sua madre e commette un grosso errore nel suo rapporto con Rebecca.

## Messico
- Titolo originale: Mexico
- Diretto da: Ken Olin
- Scritto da: Alison Schapker e Monica Owusu-Breen

### Trama
La famiglia Walker offre il proprio aiuto a Tommy, mettendo in conto che potrebbe non volerlo accettare. Nel frattempo, Kitty e Robert tentano in tutti i modi di salvare il loro matrimonio. Justin pianifica il suo futuro, con o senza Rebecca, mentre Saul ha una dichiarazione sconvolgente sulla madre di Ryan. 